# 24 Batalion Łączności
24 batalion łączności (24 bł) – samodzielny pododdział  łączności ludowego Wojska Polskiego.
Batalion został sformowany w 1951 w garnizonie Gliwice (Krakowski Okręg Wojskowy), w składzie 11 Korpusu Piechoty (od 1952 roku - 11 Korpusu Armijnego).
Jednostka została zorganizowana według etatu Nr 14/65 batalionu łączności Korpusu Piechoty z 18 marca 1951 o stanie 15 pracowników i 332 żołnierzy, w tym 41 oficerów, 100 podoficerów i 191 szeregowców. Na początku 1953 roku pododdział został przeformowany na etat Nr 14/76 o stanie zmniejszonym do 4 pracowników i 253 żołnierzy, w tym 37 oficerów, 66 podoficerów i 150 szeregowych.
W 1953 baon wraz z całym korpusem został podporządkowany dowódcy Śląskiego Okręgu Wojskowego. Na przełomie 1955 i 1956 jednostka została przeformowana na etat Nr 14/110 o stanie 4 pracowników oraz 219 żołnierzy, w tym 34 oficerów, 57 podoficerów i 128 szeregowców. W 1956  jednostka została rozformowana.